# 帽子工厂
帽子工厂是中国改革开放初期的讽刺型相声，采用了对口相声的形式，由常宝华与常贵田于1976年创作，主要讽刺了文革时期四人帮的所作所为。1976年10月6日，常宝华、常贵田在北京工人体育馆表演了该作品。1977年，中央人民广播电台也对该作品进行了录音播放。

## 获奖
帽子工厂获得过1977年第四届中国人民解放军文艺会演优秀作品奖、演出优秀奖和 1980年全国优秀短篇曲艺作品一等奖。